# Chính Lý
Chính Lý là một xã thuộc huyện Lý Nhân, tỉnh Hà Nam, Việt Nam.

## Vị trí
- Phía bắc giáp các xã Trác Văn, Chuyên Ngoại thị xã Duy Tiên ngăn cách bởi sông Châu Giang.
- Phía tây giáp 2 xã Hợp Lý và Văn Lý
- phía dông giáp 2 xã Nguyên lý và công lý
- phía nam giáp xã Bình Nghĩa huyện Bình Lục

Chính Lý cách trung tâm Thành phố Phủ Lý 12 km về phía đông bắc, cách trung tâm Hà Nội 60 km về phía nam, cách trị trấn Vĩnh Trụ 5 km về phía bắc, cách phường Hoà Mạc (thị xã Duy Tiên) 7 km về phía Tây Nam. Đây là xã có đường quốc lộ 38B nối từ Hải Dương tới Ninh Bình đi qua.